# Justo López Mejías
Justo López Mejías (Chinchilla, Albacete, 30 de enero de 1904 - ¿1997?) fue un militar español que participó en la Guerra civil. 

## Biografía
Oficial de carrera, ostentando el rango de teniente de artillería participó en fallida Sublevación de Jaca de 1930. En el momento del estallido de la Guerra civil estaba destinado en el Batallón presidencial. En los primeros meses de la contienda estuvo implicado en la formación de las milicias republicanas, y posteriormente pasó a mandar varias unidades regulares del Ejército Popular. En noviembre de 1936 pasó a mandar la 20.ª Brigada Mixta, unidad con la que intervino en la Batalla de Pozoblanco. En enero de 1938 se hizo cargo accidentalmente del mando de la 37.ª División. En la segunda decena de febrero de 1938 pasó a mandar la 38.ª División, con su puesto de mando en Hinojosa del Duque. Desde mayo de 1938 hasta finales de enero de 1939 mandó la 68.ª División, en el Frente de Levante (junio-julio de 1938), durante las operaciones de contención del avance enemigo mientras se construía la Línea XYZ y a continuación en el Frente de Extremadura, incluyendo la batalla del cierre de la bolsa de La Serena, de agosto de 1938, y las acciones de enero de 1939, durante la batalla de Peñarroya..
Al acabar la guerra fue encarcelado y condenado a muerte. Posteriormente la pena fue conmutada por la de 30 años de prisión, aunque quedó definitivamente en libertad en 1947. Se desconocen detalles posteriores de su vida, así como la fecha exacta y el lugar de su muerte.